# Europe Échecs
Europe Échecs ist eine monatlich erscheinende französische Schachzeitschrift.
Sie wurde 1959 von Raoul Bertolo (* 1928; † 1991) durch Zusammenschluss der Zeitschriften l'Échiquier de Turenne und L'Échiquier de France gegründet. Seit 1985 gehört Europe Échecs zum Verlag Grasset. Großmeister Bachar Kouatly ist aktueller Chefredakteur (Stand: 2016).
Europe Échecs enthält Berichte über die wichtigsten französischen und internationalen Turniere (mit vielen von den Spielern selbst analysierten Partien), Schachnachrichten, Taktik-Aufgaben, Strategie-Rubriken sowie Turnierankündigungen.

## Weblink
- Europe Échecs im WWW (französisch)